# Récif London Central
Le récif London Central (en anglais Central London Reef, en vietnamien Trường Sa Đông, en tagalog Gitnang Quezon, en mandarin Zhōng Jiāo (en sinogrammes 中礁)), est un atoll dans la partie centrale des récifs London des îles Spratleys en mer de Chine méridionale,.

## Géographie

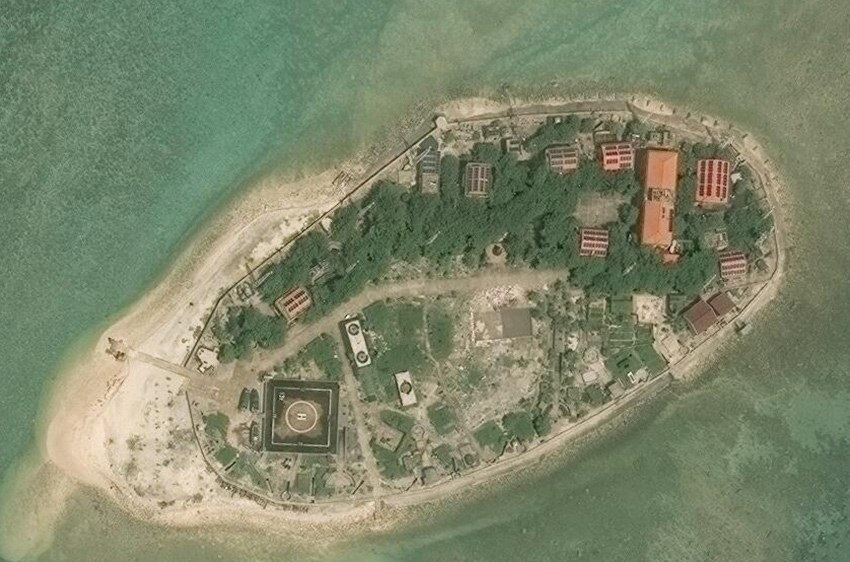
Photo satellite de l'île Trường Sa Đông en 2020.

Le récif London Central est un atoll corallien océanique qui s'est développé au sommet d'un mont sous-marin dans la partie sud des îles Spratleys.
Le récif est situé à approximativement 245 milles marins à l'est du Viêt Nam continental, à près de milles marins à l’ouest de l'île de Palawan et à 285 milles marins au nord-ouest de l'île de Bornéo.
Les caractéristiques géographiques peu profondes les plus proches sont le récif London Ouest à environ 5,4 milles marins au sud-ouest et le récif London Est à un peu plus de 12 milles marins au sud-est.
La plate-forme récifale a la forme d'un rectangle dont la longueur est de 2 km le long de son axe du nord-est au sud-ouest et de 1,2 km le long de son axe du nord-ouest au sud-est.
L'atoll corallien de 2,30 km2 est composé d'une platier récifal de 1,01 km2 et une pente récifale de 1,26 km2.
Le récif corallien où se trouve l'île Trường Sa Đông est un récif rocheux qui s'assèche à marée basse. Sur la partie ouest du récif se trouve également un petit banc de sable,.
La surface du récif de corail n'est pas plate, de sorte que la faible profondeur irrégulière peut facilement mettre en danger les navires entrant et sortant. 
L'île Trường Sa Đông est située au nord-est de la barrière de corail.
Selon l'Asia Maritime Transparency Initiative, la superficie naturelle de l'île est d'environ 0,88 hectares et après accrétion, à partir de 2016, la superficie des terres émergées de l'île est d'environ 2,55 hectares, d'une longueur d'environ 250 mètres et d'une largeur d'environ 120 mètres.
Selon l'Asia Maritime Transparency Initiative, en octobre 2023, le Viêt Nam a commencé le dragage et l’accrétion du récif London Central.

## Environnement
L'île Trường Sa Đông est couverte d'une fine couche d'humus corallien, le sol est donc stérile, ce qui rend difficile la croissance des plantes. Cependant, en plus des plantes tolérantes au sel telles que le Badamier de l'Inde, le raisinier bord de mer et Ipomoea pes-caprae, de nombreux autres types d'arbres d'ombrage ont été cultivés sur l'île, tels que l'aigle du continent et des arbres fruitiers tels que la noix de coco et le fruit à pain. Sur l'île, de nombreux types de légumes verts sont cultivés dans des parcelles améliorées comme les courges, les épinards d'eau, la patate douce, les feuilles de moutarde, les épinards... De plus, les soldats de l'île élèvent des porcs et des volailles comme des poules, des oies, des canards....
La zone maritime autour de cette île est assez riche en quantité et en variété de fruits de mer tels que les thons, les concombres de mer, les tortues marines et de nombreux autres types d'escargots à haute valeur nutritionnelle.

## Infrastructures
La Marine populaire vietnamienne a stationné une base militaire permanente sur le récif London Central.
Sur l'île, en plus des projets militaires, il y a aussi des cliniques, des systèmes éoliens, des systèmes solaires, un quai et un héliport.
Le 3 juillet 2022, la pagode de Trường Sa Đông a été inaugurée sur l'île par la Sangha bouddhiste du Viêt Nam

## Revendication de souveraineté
Le Viêt Nam a pris possession du récif en 1978. Il le contrôle dans le cadre de la thị trấn de Trường Sa (vi), district de Trường Sa, province de Khánh Hòa.
Comme pour toutes les îles Spratleys, la propriété de l'atoll est contestée.
La république populaire de Chine, les Philippines et la république de Chine (Taïwan) revendiquent le récif.

## Histoire
Début 1978, la situation dans l'archipel des îles Spratleys se complique. Les Philippines débarquent des troupes sur la plage de la caye Lankiam (Panata), la Malaisie envoie également de nombreux navires militaires dans le sud de l'archipel des îles Spratleys. La Marine populaire vietnamienne décide de débarquer rapidement des troupes et de les stationner sur les îles émergées restantes de l'archipel des îles Spratleys, notamment le récif London Central (Trường Sa Đông), le récif Grierson (Sinh Tồn Đông), le récif Pearson (Đảo Phan Vinh) et la caye Amboyna (An Bang).
Le 4 avril 1978, un détachement de 19 hommes de la Brigade 146, Région navale 4, commandé par le chef d'état-major du régiment Nguyen Trung Cang, voyageant sur le navire 681 de la Brigade 125, débarqua et occupa l'île Đá Giữa (Rocher du Milieu, ancien nom de l'île Trường Sa Đông).

## Images

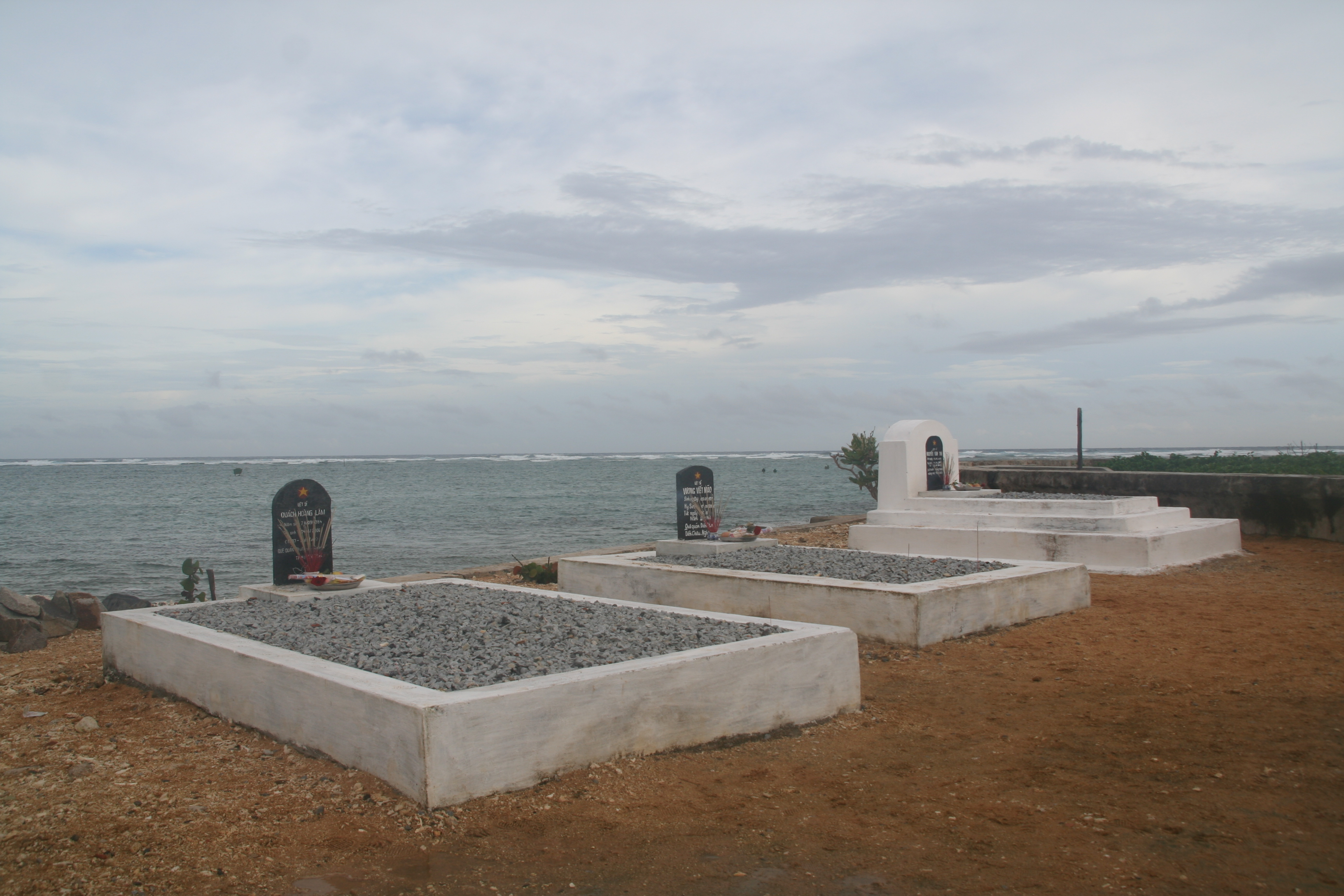
Cimetière des martyrs de Trường Sa Đông.